# Desiree Correa
Desiree Clotilde Correa (Aruba, 20 oktober 1953) is een Arubaanse kinderboekenschrijfster. Ze is geboren als dochter van Colombiaanse ouders. Ook werkt zij in het onderwijs en als vertaler.

## Leven
Desiree volgde een opleiding aan de Arubaanse Pedagogische Academie. Een docent Nederlands aan dit instituut stimuleerde haar schrijverstalent. Tijdens een studiereis naar Venezuela nam Desiree deel aan een schrijverswedstrijd voor kinderverhalen. Hiervoor schreef zij het manuscript Elefina Elefante (1978) waarmee zij de wedstrijd won. Als hoofdprijs werd het boek uitgebracht en uitgedeeld op alle basisscholen in Caracas, Venezuela. Desiree bleef schrijven en al snel schreef zij het Nederlandstalige boek Mosa’s eiland (1984), dat een groot succes werd op Aruba. Met behulp van Miep Diekmann, een Nederlandse jeugdboekenschrijfster werkzaam voor uitgeverij Leopold, werd het boek ook in Nederland bij Leopold uitgegeven. 

## Carrière
Na haar opleiding te hebben afgerond, ging Desiree werken als lerares Spaans bij de afdeling ETAO aan het Maria-College op Aruba. In 1984 besloot ze te gaan werken op Sint-Maarten aan het Milton Peter College. Correa heeft ook gewerkt bij de geschiedenisgroep van Curriculumontwikkeling waar zij samen met Etty Erasmus en Rita Lampe-Jansen een geschiedenismethode heeft ontwikkeld voor de basisschool. Naast haar schrijverschap is Correa altijd werkzaam geweest binnen het onderwijs. Voor haar is die bij Directie Onderwijs. Correa hield zich bezig met de naturalisatietoetsen voor buitenlanders die een Nederlands paspoort hebben aangevraagd op Aruba. Kort hiervoor was ze docent Spaans bij de EPI (school voor middelbaar beroepsonderwijs) en examendeskundige bij het Examenbureau. Sinds 2006 geeft Desiree ook schrijfcursussen, zoals een cursus voor het schrijven van kinderboeken en poëzie voor kinderen. 
Desiree schrijft in het Spaans en het Nederlands, maar voornamelijk in het Papiaments. Ze vindt dat kinderen op Aruba weinig lezen en zet zich daarom in voor leesstimuleringsprojecten voor kinderen. Zo schreef zij het kinderboekenweekgeschenk Domi di den mondi (2003) dat uitgedeeld werd tijdens het jaarlijkse kinderboekenfestival. Daarnaast promoot zij ook proza en poëzie in de Arubaanse samenleving middels het project ‘Explora Arte Poesia’, waarmee zij de waardering voor dichtkunst wil stimuleren. Ook neemt zij deel aan de Siman di Buki, de boekenweek op de Antillen. 
In 2009 ontving Correa de Tapushi Literario, een literaire prijs voor het Papiaments taalgebied. In 2019 werd zij benoemd tot Ridder in de Orde van Oranje-Nassau.

## Werken
- Elefina Elefante (1978), kinderboek
- Mosa’s eiland (1984), jeugdboek
- Un chispa di Tempo (1997) volume 1 & 2, geschiedenisboek voor de basisschool
- Un nomber pa e Prinses (2000), kinderboek
- Festimucha (2001), vertaling
- Compa Nanzi (2002), kinderboek
- Domi di den mondi (2003), boekengeschenk bij Kinderboekenfestival georganiseerd door Fundacion N.A.N.A
- Drumi Dushi (2004), kinderboek
- Manuel (2008), jeugdboek
- Doño di curpa (2010), jeugdboek
- Pepe Picuda y Didi Djindja (2011), kinderboek
- Mi stima mi mes (2014), kindermagazine
- Christmas without ayaca (2015), verhaal
- Den Kibra di madruga (2017), jeugdboek
- Drama Real (2022), roman